# Huyễn Hữu Chính Truyền
Huyễn Hữu Chính Truyền (zh: 幻有正傳, ja: Genu Shōden, 1549-1614), hiệu là Nhất Tâm, là Thiền sư Trung Quốc đời Minh, thuộc tông Lâm Tế. Sư là đệ tử nối pháp của Thiền sư Tiếu Nham Đức Bảo. Dưới sự hoằng hóa của sư có nhiều đệ tử đại ngộ, trong đó có ba vị nổi danh là Thiền sư Mật Vân Viên Ngộ, Ngữ Phong Viên Tín và Thiên Ẩn Viên Tu.

## Cơ duyên
Sư họ Lữ (呂), quê ở vùng Lạc Dương, tỉnh Giang Tô. Từ khi còn nhỏ, sư được tiếp xúc với Phật Pháp và cảm mến đạo. Năm 6 tuổi, sư bắt đầu tập ăn chay trường và học phật pháp.
Năm 1565 (16 tuổi), cha mẹ bàn chuyện hôn nhân bảo sư lấy vợ nhưng sư từ chối và có ý nguyện muốn được xuất gia tu hành.
Năm 1569 (22 tuổi), sư đến Tĩnh An Viện ở vùng Kinh Khê, tỉnh Giang Tô và cạo tóc xuất gia với Thiền sư Lạc Am. Tại đây, sư bắt đầu con đường tu tập Thiền Tông và thực hành rất tinh tấn. Sư từng thệ nguyện rằng: "Nếu không đạt được minh tâm kiến tính thì sẽ không ngủ". Qua một thời gian tu Thiền tại đây, một hôm sư nghe tiếng pháo hoa nổ liền đạt Kiến Tính và trình sở ngộ này lên Thiền sư Lạc Am và được ngài ấn khả.
Về sau, bản sư Lạc Am thị tịch, sư đến yết kiến và tham học với Thiền sư Tiếu Nham Đức Bảo tại am Quan Âm tại Yến Đô, tỉnh Hà Bắc. Một hôm, sư đến cầu Thiền sư Tiếu Nham ấn chứng sở ngộ, Thiền sư Tiếu Nham bảo: "Hãy nói rõ những sở đắc của ông từ trước đến nay!", sư chân thật trình chổ sở đắc mà trước nay mình đã ngộ được nhưng khi sư chưa nói xong thì Thiền sư Tiếu Nham rút một chiếc giày ra giơ lên và nói: "Hãy nói lại câu vừa rồi xem nào!", khi nghe câu nói này sư bỗng nhiên đứng khựng lại dưới mái hiên cả đêm và tự khởi nghi ngờ (nghi tình) rất sâu. Đến sáng, Thiền sư Tiếu Nham thấy sư đang đứng như thế bèn gọi, sư quay đầu lại và thấy Thiền sư Tiếu Nham nhón một chân lên, sư bỗng nhiên đạt triệt ngộ, bao nhiêu nghi tình trước nay đều phá tan hết. Sư được Thiền sư Tiếu Nham ấn khả và truyền pháp nối Tông Lâm Tế.

## Hoằng pháp
Năm 1573, niên hiệu Vạn Lịch, sư bắt đầu khai đường thuyết pháp, truyền bá Thiền tông ở tại Vũ Môn Thiền viện ở núi Long Trì, vùng Kinh Khê, tỉnh Giang Tô và làm trụ trì tại đây trong 12 năm.
Năm 1585, sư đến trụ trì và thuyết pháp ở chùa Bí Ma Nham ở núi Thanh Lương.
Cuối đời, sư sáng lập chùa Phổ Chiếu ở Yến Sơn, tỉnh Hà Bắc và trụ trì tại đây. Sinh thời, môn đệ đến tham học Thiền với sư rất đông, người đời tôn kính gọi sư là Long Trì Hòa Thượng.
Ngày 14 tháng 2 năm thứ 42 (1614) niên hiệu Vạn Lịch, sư an nhiên thị tịch, hưởng thọ 66 tuổi đời và 44 năm hạ lạp. Chúng đệ tử trà tỳ nhục thân và xây tháp thờ. Cư sĩ Châu Nhữ Đăng  soạn bài minh trên tháp, pháp tử là Thiền sư Mật Vân Viên Ngộ và Thiên Ẩn Viên Tu biên soạn hành trạng cuộc đời, pháp ngữ của sư trong tập Huyễn Hữu Thiền Sư Ngữ Lục (zh: 幻有禪師語錄, 12 quyển).